# Richter Mátyás István
Richter Mátyás István (Németpróna, 1865. február 16. – Budapest, 1951. július 2.) ciszterci-rendi áldozópap és tanár.

## Életpályája
Gimnázium első 4 osztályát 1879–1891 között Egerben végezte. 1881-ben a zirc-ciszterci rendbe lépett. Az újoncévet Zircen töltötte, majd a 7-8. osztály elvégzésére ismét Egerbe küldték. Teológiai tanulmányait három évig (1884–1887 között) Zircen, a 4. évet a rend budapesti intézetében végezte, egyúttal a budapesti egyetem bölcselet-hallgatója is volt. 1888-ban áldozópappá szentelték. 1888-tól főgimnáziumi tanár volt Baján, 1891-től Egerben, 1899-től Székesfehérvárott, 1893–1894-ben ismét Baján, 1904-től pedig újra Székesfehérvárott. Szaktárgyai a német és latin nyelv és irodalom.
A Nyitramegyei Közlöny munkatársa volt.

## Művei
Néprajzi érdeklődése a krikehájokra, a bányavárosok szokáséletére, illetve a felvidéki céhekre terjedt ki. Tanulmányai az Ethnographiában, s cikkei jelentek meg a Bajai Közlönyben. Írt még tárcacikkeket és spanyolországi útleírásokat a Nyitramegyei Szemlébe és a Bajai Független Ujságba.
- 1885 Halottak napján. Magyar Állam
- 1890 A németprónaiak karácsonya. Nyitramegyei Közlöny 1890/51.
- 1890 Visszaemlékezés Oberammergaura. Bajai Közlöny 1890/40.
- 1892 Halottak estéjén. Bajai Közlöny 1892/45.
- 1892 Eltünt boldogság. Bajai Közlöny 1892/53.
- 1893 A meghalt vőlegény és arája, néprege. Nyitramegyei Szemle 1893/44.
- 1893 Halottak estéje. Bajai Közlöny 1893/44.
- 1894 Alkalmi köszöntések és jókivánatok Nyitramegye németajkú népénél. Nyitramegyei Szemle 1894/1.
- 1894 Farsang három napja Nyitramegye németajkú lakóinál. Nyitramegyei Szemle 1894/6.
- 1894 A németprónai szülők. Nyitramegyei Szemle 1894/40.
- 1894 Halott búcsúztatók Nyitramegye németajkú lakóinál. Nyitramegyei Szemle 1894/45.
- 1895 Részletek a régi német-prónai lakodalmakból. Nyitramegyei Szemle 1894/45.
- 1895 Az ágyvitel. Nyitramegyei Szemle 1895/7.
- 1895 Hajnom-menet. Nyitramegyei Szemle 1895/8.
- 1895 A menyasszonyi kalács és sajt. Nyitramegyei Szemle 1895/19.
- 1896 Halotti szokások. Ethnographia
- 1897 Régi lakodalmi szokások Német-Prónán. Budapest (Különnyomat az Ethnographiából)
- 1898 Köszöntések és jókivánatok Prónán és vidéken. Eger
- 1898 Évi szokások, babonás és szólásmódok. Ethnographia
- 1899 A csecsemő. Ethnographia
- 1903 Az eladó leány - néprajzi közlemény. Nyitramegyei Szemle 1903/8.
- 1904 Lakodalmi szokások. Ethnographia
- 1905 A szegény ember tehene. Ethnographia
- 1905 Nyitramegye néprajzából. Ethnographia
- 1914 A németprónai származású papok. Budapest